# Вудвілл (Флорида)
Вудвілл (англ. Woodville) — переписна місцевість (CDP) в США, в окрузі Леон штату Флорида. Населення — 4097 осіб (2020).

## Географія
Вудвілл розташований за координатами 30°18′55″ пн. ш. 84°16′8″ зх. д. / 30.31528° пн. ш. 84.26889° зх. д. (30.315156, -84.268762).  За даними Бюро перепису населення США в 2010 році переписна місцевість мала площу 16,71 км², з яких 16,68 км² — суходіл та 0,02 км² — водойми.

## Демографія
Згідно з переписом 2010 року, у переписній місцевості мешкало 2978 осіб у 1213 домогосподарствах у складі 826 родин. Густота населення становила 178 осіб/км².  Було 1399 помешкань (84/км²).
Расовий склад населення:
| - 75,4 % — білих - 19,7 % — чорних або афроамериканців - 0,4 % — корінних американців - 0,4 % — азіатів - 1,2 % — осіб інших рас |

До двох чи більше рас належало 2,9 %. Частка іспаномовних становила 3,3 % від усіх жителів.
За віковим діапазоном населення розподілялося таким чином: 21,8 % — особи молодші 18 років, 65,3 % — особи у віці 18—64 років, 12,9 % — особи у віці 65 років та старші. Медіана віку мешканця становила 42,6 року. На 100 осіб жіночої статі у переписній місцевості припадало 98,0 чоловіків;  на 100 жінок у віці від 18 років та старших — 96,5 чоловіків також старших 18 років.
Середній дохід на одне домашнє господарство  становив 55 218 доларів США (медіана — 42 797), а середній дохід на одну сім'ю — 65 624 долари (медіана — 51 691). Медіана доходів становила 33 214 долари для чоловіків та 32 300 доларів для жінок. За межею бідності перебувало 16,0 % осіб, у тому числі 22,9 % дітей у віці до 18 років та 3,8 % осіб у віці 65 років та старших.
Цивільне працевлаштоване населення становило 1467 осіб. Основні галузі зайнятості: освіта, охорона здоров'я та соціальна допомога — 29,4 %, публічна адміністрація — 15,5 %, будівництво — 12,1 %, мистецтво, розваги та відпочинок — 9,7 %.